# 당겨서 새로 고침
당겨서 새로 고침 또는 풀 투 리프레시(Pull-to-refresh)는 로렌 브릭터가 개발한 터치스크린 제스처이다. 컴퓨팅 장치의 화면을 손가락으로 터치하거나 포인팅 장치의 버튼을 누른 다음, 손가락이나 포인팅 장치로 화면을 아래로 끌어내렸다가 놓음으로써 애플리케이션에 화면 내용을 새로 고침하도록 신호를 보내는 방식이다. 이 제스처의 다른 이름으로는 "끌어내려 새로 고침(pull-down-to-refresh)", "당겨서 다시 로드(pull-to-reload)", "밀어서 새로 고침(swipe to refresh)", "스크롤하여 새로 고침(scroll to refresh)" 등이 있다.
이 제스처의 목적은 새로 고침 기능을 즉시 사용할 수 있도록 하는 것이다. 당겨서 새로 고침은 사용자가 위로 스크롤하는 도중 원치 않는 새로 고침이 발생할 수 있고, 도박 기계의 레버와 유사하여 소셜 미디어 중독을 조장할 수 있다는 비판이 제기되었다.

## 역사
당겨서 새로 고침 제스처는 로렌 브릭터가 개발한 트위티 모바일 애플리케이션에서 처음 등장했다. 브릭터는 2007년 애플에서 퇴사한 후 2008년 개인 프로젝트로 X (소셜 네트워크)용 IOS 애플리케이션인 트위티를 개발했다.
브릭터가 처음 트위티를 개발할 때, 그는 애플리케이션에 새로 고침 기능을 추가하고 싶었다. 당시 다른 모바일 애플리케이션에 대해 그는 "그들은 모두 목록을 스크롤할 수 있는 도구 모음의 모서리 중 하나에 새로 고침 버튼을 어딘가에 밀어 넣어야 했습니다. 그곳은 탐색 및 액션 UI에 가장 귀중한 공간이었고, 새로 고침 버튼과 같은 평범한 것에 그 공간을 사용하는 것은 낭비처럼 보였습니다."라고 말했다. 따라서 브릭터는 귀중한 모서리 공간을 다른 용도로 활용할 수 있도록 다른 새로 고침 방법을 만들기로 결정했다. 그는 처음에는 애플의 플랫폼 관례를 따르는 새로 고침 메커니즘을 만들 계획이었지만, 당겨서 새로 고침 작업은 당시 애플 플랫폼에 새로운 상호 작용을 만들어냈다.
이 제스처는 당시 가장 많이 사용되던 모바일 웹 브라우저인 구글 크롬의 모바일 버전에 2015년 버전 41에서 옵션으로 추가되었으며, 2019년 버전 75부터는 필수 기능이 되었다.
모질라는 2020년 모바일 모질라 파이어폭스 웹 브라우저의 "나이틀리" 버전에 이 기능을 처음 추가했으며, 그 다음 해에는 "안정적인" 주류 버전에 추가했다.

## 생성
트위티의 새로 고침 메커니즘의 초기 디자인에서 브릭터는 사용자가 새로운 트윗이 페이지 상단에 나타날 것으로 예상했기 때문에 트윗 목록 상단에 새로 고침 버튼을 배치했다. 이 디자인은 트위티 버전 1.0으로 출시되었다. 이 버튼은 사용자에게 트위터 피드를 새로 고침할 수 있는 기능을 제공했지만, 브릭터가 다른 기능에 사용하고 싶었던 귀중한 화면 공간을 차지했다. 브릭터는 "돌이켜보면 트위티 1.0(목록 상단에 새로 고침 버튼이 있는)은 당겨서 새로 고침과 매우 비슷했으며, 버튼에서 제스처로 넘어가는 것은 그리 큰 도약이 아니었습니다."라고 말했다.
브릭터는 최종 버전을 출시하기 전에 당겨서 새로 고침의 두 가지 주요 반복을 실험했다. 첫 번째 반복에서는 사용자가 화면에서 보이지 않는 임계값을 스크롤할 때 새로 고침이 트리거되었다. 그러나 이 반복에서는 새로 고침이 발생하고 있음을 사용자에게 알리는 시각적 피드백이 없었다. 브릭터는 사용자에게 시각적 피드백을 제공하는 것이 필요하다고 생각했기 때문에, 당겨서 새로 고침의 두 번째이자 최종 반복에서는 새로 고침 시 시각적 피드백을 추가하여 사용자가 제스처를 더 잘 이해할 수 있도록 했다. 이 최종 반복에는 페이지 상단을 임계값 이상으로 당긴 다음 놓으면 새로 고침이 발생한다는 경고 텍스트도 포함되었다. 브릭터는 이 설명 텍스트를 포함했는데, 이는 이 제스처가 대부분의 사용자가 이전에 보지 못했을 새로운 상호 작용 기술을 제시했기 때문에 사용자가 기능을 이해할 수 있도록 제스처의 목적을 명시적으로 설명해야 한다고 느꼈기 때문이다. 당겨서 새로 고침의 이 두 가지 반복은 사용자 테스트 없이 단 하루 만에 만들어졌다. 브릭터는 이 반복과 제스처의 보이지 않는 임계값을 수동으로 테스트하여 "옳다"고 느껴질 때까지 조정했다고 말한다. 즉, 임계값이 너무 작으면 사용자가 실수로 제스처를 트리거할 수 있고, 너무 크면 사용자가 활성화하기 어려울 수 있다는 것이다.
트위티 2.0에 처음 출시된 이후, 당겨서 새로 고침 디자인은 상호 작용 디자이너들이 이 기술에 다양한 스타일을 적용하면서 디자인 커뮤니티에 의해 더욱 발전되었다. 브릭터는 현재 당겨서 새로 고침에 대한 작업을 계속할 계획이 없다.

## 메커니즘
트위티 2.0에 출시된 당겨서 새로 고침의 원래 버전에 포함된 단계:
1. 사용자가 화면을 아래로 당기면 목록 상단에 아래쪽 화살표와 "새로 고침하려면 아래로 당기세요"라는 메시지를 표시하는 텍스트가 시각적 피드백으로 나타난다.
2. 사용자가 새로 고침 임계값에 도달하기 전에 놓으면 새로 고침이 중단되고 시각적 피드백이 사라진다.
3. 사용자가 새로 고침 임계값에 도달할 만큼 충분히 아래로 당기면 화면 상단에 위쪽 화살표와 "새로 고침하려면 놓으세요"라는 메시지를 표시하는 텍스트가 새로운 시각적 피드백으로 나타난다.
4. 사용자가 놓으면 새로 고침이 발생한다.

## 반응
처음 출시되자마자 당겨서 새로 고침은 트위티 사용자들로부터 긍정적인 평가를 받았다. 사용자들은 그 편리함과 직관적인 특성에 대해 메커니즘을 칭찬했다. 일반 사용자 외에도 당겨서 새로 고침은 전체 상호 작용 디자인 커뮤니티에서도 호평을 받았다. 디자이너 팀 반 담은 당겨서 새로 고침 출시 후 브릭터에게 이메일을 보내 "덕분에 저는 목록을 아래로 당겼다가 놓는 방식으로 내 받은 편지함을 새로 고치려고 했습니다. 당신이 애플보다 더 잘하는 것을 싫어합니다."라고 말했다고 한다. 다른 상호 작용 디자이너들도 이 기술에 대해 유사하게 긍정적인 감정을 표현했다.
2013년 말 Co.Design에 오스틴 가르가 작성한 "당겨서 새로 고침 제스처가 사라져야 하는 이유"라는 제목의 기사는 이 제스처를 비판하며, 스마트폰이 자동 새로 고침을 할 수 있을 만큼 빠르고 강력해졌기 때문에 당겨서 새로 고침 기술은 이제 구식이 되었고 본질적으로 불필요한 단계가 되었다고 주장했다. 그러나 이 제스처가 이제 너무 보편적이어서 사용자들이 모바일 앱 경험의 일부로 암묵적으로 기대하게 되었기 때문에 개발자들이 이를 넘어서기는 어렵다. 이 기사는 브릭터조차도 동의하며 제스처가 진화할 때라고 믿는다고 보도한다. 브릭터는 이 기사에서 "사람들이 여전히 '당겨서 새로 고침'이라고 부르는 것이 저를 괴롭힙니다. 새로 고침만을 위해 사용하는 것은 제한적이며 구식으로 만듭니다... 저는 '당겨서 동작 수행(pull-to-do-action)'이라는 아이디어를 좋아합니다."라고 말했다. 이 기사는 새로 고침에만 국한되지 않고 수직 스와이프 상호 작용이 이제 다른 동작을 수행하도록 진화하여 새로운 스타일의 앱 상호 작용을 탄생시켜야 한다고 결론짓는다.
해당 기사 출판 후, 닉 아르노트가 쓴 Neglected Potential의 기사는 스마트폰이 이론적으로 자동 새로 고침이 가능하지만, 많은 사용자에게 데이터 속도는 여전히 제한적인 요소라고 반박했다. 아르노트는 수동으로 새로 고침할 수 있는 기능은 사용자가 보고 있는 내용이 실제로 최신 상태인지 확신할 수 있도록 여전히 중요하며, 당겨서 새로 고침은 사용자가 새로운 내용을 보고 싶으면 어차피 맨 위로 스크롤할 것이므로 새로 고침은 스크롤의 논리적 확장이며, 당겨서 하는 제스처가 덜 직관적일 수 있는 다른 동작과는 다르기 때문에 훌륭한 디자인이라고 덧붙였다.